# شجاع (جلفا)
شجاع یکی از روستاهای استان آذربایجان شرقی است که در دهستان شجاع بخش مرکزی شهرستان جلفا واقع شده‌است.این روستا ۲۵۰۰ نفر جمعیت دارد.